# Патрик Шик
Патрик Шик (чеш. Patrik Schick; Праг, 24. јануар 1996) чешки је фудбалер који игра на позицији нападача. Тренутно наступа за Бајер Леверкузен и за репрезентацију Чешке.

## Клупска каријера
Поникао је у млађим категоријама Спарте из Прага. Дебитовао је за матични клуб у чешком првенству дана 3. маја 2014. године у мечу против Теплица. Укупно је одиграо две утакмице за клуб у својој дебитантској сезони. Следеће сезоне, такође је играо на само две утакмице националног првенства. У сезони 2015/16, отишао је на позајмицу у Бохемијанс. За Бохемијанс је играо на 27 сусрета и постигао седам голова, потом је добио позив у национални тим.
Потписао је за Сампдорију у јуну 2016. године за износ од 4 милиона евра. У својој првој сезони у Италији одиграо је 32 утакмице у првенству и постигао 11 голова за Сампдорију. Дана 22. јуна 2017. године, Шик је стигао у Торино на лекарски преглед пре преласка у Јувентус, који је претходно договорио трансфер играча за 30 милиона евра. Међутим, на прегледу је установљено да Патрик има срчане аритмије. Касније је фудбалер подвргнут поновљеним тестовима у Риму, који су потврдили да је имао срчаних проблема. С тим у вези, Јувентус је званично одбио да га ангажује.
Дана 29. августа 2017. године прешао је у италијански клуб Рому. Уговор је потписан до 30. јуна 2022. године. Прве две године у Роми биле су разочаравајуће за Шика, а на 58 утакмица постигао је само 8 голова.
Са немачким клубом РБ Лајпциг је 2. септембра 2019. потписао уговор о позајмици са опцијом да га трајно ангажују. У тандему са Тимом Вернером, полако се вратио у добру форму и постигао 10 голова на 28 утакмица за Лајпциг, док је клуб завршио на трећем месту у Бундеслиги и стигао до полуфинала Лиге шампиона.
Дана 8. септембра 2020. године, потписао је уговор за Бајер из Леверкузена. Први гол за Бајер постигао је 26. новембра 2020, у победи резултатом од 4:1 над израелским Хапоелом Бершевом у групној фази Лиге Европе.

## Репрезентативна каријера
Патрик Шик је играо за омладинску и младу репрезентацију Чешке Републике. Био је на ширем списку националног тима за Европско првенство 2016. године.
Дебитовао је 27. маја 2016. године за сениорску репрезентацију Чешке, ушавши као замена у пријатељској утакмици против репрезентације Малте. Меч је завршен победом Чешке резултатом 6:0, а постигао је један гол.
Дана 14. јуна 2021. на мечу Европског првенства у Глазгову постигао је два гола против Шкотске и донео свом тиму победу (2:0). Други гол је постигао готово са пола терена. Гол је постигнут са највеће удаљености у историји Европских првенстава (45 метара). Претходни рекорд је држао немачки фудбалер Торстен Фрингс. Постигао је један гол из једанаестерца и на другој утакмици првенства против Хрватске (1:1).

## Успеси
Спарта Праг
- Првенство Чешке: 2013/14.[20]
- Куп Чешке: 2013/14.[20]
- Суперкуп Чешке: 2014.

Бајер Леверкузен
- Бундеслига: 2023/24.
- Куп Немачке: 2023/24.

### Репрезентација
Чешка
- Куп Кине бронза: 2018.[21]

Индивидуалне награде
- Чешки таленат године: 2016.[22]